# Sintesi FM

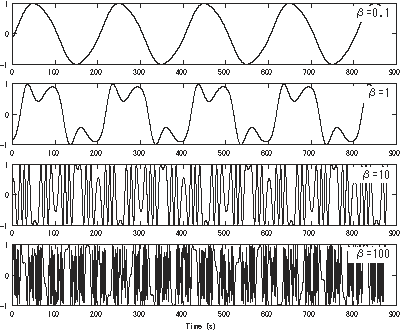
Un tono portante a 220 Hz modulato da un tono di modulazione a 440 Hz con diverse scelte di indici di modulazione, β.

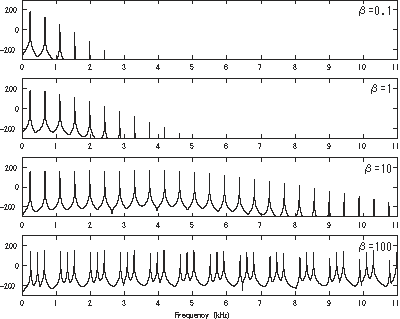
Spettri dei segnali dell'immagine precedente (ampiezza spettrale in dB).

In musica e nella riproduzione audio la sintesi a modulazione di frequenza, o sintesi FM è una tecnica di sintesi sonora dove il timbro di una forma d'onda semplice viene modificato modulando la sua frequenza con una frequenza di modulazione, ottenendo una forma d'onda più complessa ed un tono con un suono differente.
Nella sintesi di suoni armonici il segnale di modulazione deve avere una relazione armonica con il segnale portante originale. Al crescere della modulazione della frequenza aumenta anche la complessità del suono ottenuto. La creazione di suoni simili a quelli prodotti da strumenti a percussione o campane si può ottenere attraverso l'uso di modulatori con frequenze che non sono multipli interi del segnale portante (ossia non sono armonici).

## Storia
La tecnica della sintesi FM in banda audio è stata inventata da John Chowning nel 1968/1969 presso la Stanford University, ed è stata registrata nel 1975, ottenendo il brevetto USA nº4018121 il 19 aprile 1977.. Successivamente è stata concessa in licenza a Yamaha che l'ha utilizzata in molti prodotti quali chip sonori e sintetizzatori musicali, anche se come modulazione di fase e non di frequenza.
La sintesi FM dà buoni risultati per la creazione di suoni armonici e non (quali suoni di tamburi o campane). Risulta poco stabile se viene effettuata tramite oscillatori controllati in tensione a causa dell'intrinseca instabilità del loro passo mentre è facilmente implementabile mediante oscillatori a controllo numerico. Yamaha ha inventato tale tecnica mettendo in commercio il primo sintetizzatore a controllo interamente digitale, il famoso DX7 del 1983. Yamaha registrò la sua implementazione hardware della tecnica monopolizzando inizialmente il settore (si ricordi anche il sintetizzatore top di gamma, il Yamaha DSR 2000 uscito nel 1987, peraltro oggi molto raro e ricercato) . Casio sviluppò in seguito una forma di sintesi chiamata "a distorsione di fase" che usò nella sua serie di sintetizzatori CZ: essi avevano una qualità audio simile a quella della serie DX di Yamaha, anche se il risultato era ottenuto in maniera differente.
Don Buchla implementò la modulazione di frequenza nei suoi strumenti a metà degli anni sessanta, prima del brevetto di Yamaha ma i suoi oscillatori 158, 258 e 259 erano di tipo VCO.
Quando il brevetto è scaduto, nel 1995, la sintesi FM è stata integrata in molti sintetizzatori moderni, spesso insieme alla sintesi additiva e sottrattiva ma anche con tecniche di campionamento.

## Funzionamento
La distribuzione armonica di un semplice segnale sinusoidale modulato da un altro segnale sinusoidale può essere rappresentata mediante una funzione di Bessel, che fornisce la base matematica per capire il funzionamento della sintesi FM.
La sintesi FM è una forma di sintesi non lineare. Si parte da un oscillatore che genera un segnale audio portante con una frequenza di Fc, a cui si applica un segnale audio modulante con una frequenza Fm, che altera, o "modula", la frequenza dell'onda portante generata dall'oscillatore.
Se l'ampiezza del modulatore è pari a 0, la frequenza in uscita dell'oscillatore che genera la portante è semplicemente Fc, altrimenti l'ampiezza del segnale modulante altera la frequenza del segnale portante generato dall'oscillatore facendolo oscillare su e giù rispetto a Fc. Questa variazione della frequenza è detta "deviazione".
In termini più semplici, più è forte il segnale modulante (ossia più la sua ampiezza è elevata) e più la frequenza dell'onda portante cambia. Ad esempio, si supponga che Fc valga 1000 Hz. Se la portante oscilla fra 900 e 1100 Hz si dice che si ha un'ampiezza della modulazione di 100 Hz in entrambe le direzioni, ossia si ha una "deviazione" di 100 Hz.
Nello stesso tempo, la frequenza del segnale modulante causa l'apparizione di segnali "in banda laterale" con frequenze superiori ed inferiori a quella del segnale portante. Pertanto per ogni elemento componente il segnale modulante, appare una "banda laterale superiore" sopra Fc ed una "banda laterale inferiore" sotto Fc. Un'onda modulante complessa darà luogo alla creazione di tante bande laterali quante sono le onde che la compongono.
La deviazione (d) è responsabile in parte della potenza di ogni elemento costituente il segnale audio in uscita: quando d=0 tutta la potenza è udibile alla frequenza portante. Più è grande la deviazione, maggiore è la potenza spostata alle bande laterali.
Il rapporto tra la deviazione e la frequenza di modulazione è chiamato "indice di modulazione", ed è rappresentato da I=d/Fm. Questo rapporto influisce sulla ricchezza spettrale del suono, che può essere aumentata semplicemente variando la deviazione dell'ampiezza della modulazione e dello spettro dell'onda modulante senza aumentare la complessità dello strumento digitale. Questo è uno dei punti di forza della sintesi FM.